# Jurij Klimov
Jurij Michajlovitj Klimov (ryska: Юрий Михайлович Климов), född 22 juli 1940 i Syktyvkar, Komi ASSR, död 17 oktober 2022, var en rysk handbollsspelare (vänsternia/mittnia), tävlande för Sovjetunionen, och senare handbollstränare. Han spelade 173 landskamper och gjorde 423 mål för Sovjetunionens landslag, från 1963 till 1978. Han var bland annat med och tog OS-guld 1976 i Montréal.

## Klubbar
- Polytechnik Leningrad (1958–1965)
  - →  Burevestnik Tbilisi (lån, 1964–1965)
- MAI Moskva (1965–1978)

## Tränaruppdrag
- Sovjetunionen U21 (1978–1980)
- Sovjetunionen (assisterande, 1980–1986)
- TSV Milbertshofen (1986–1988)
- MAI Moskva (1988–?)
- CSG Erlangen (?)
- HC Bruck (1995–1997)
- SC Meran (1997–1998)
- CSG Erlangen (1998–2001)
- Hypo Niederösterreich (2004–2005)
- Iran (2006–2008)
- Zob Ahan Esfahan (2009–?)

## Meriter i urval

### Som spelare
Med klubblag
- Europacupmästare 1973 med MAI Moskva
- Cupvinnarcupmästare 1977 med MAI Moskva
- Sovjetisk mästare sju gånger (1965, 1968, 1970, 1971, 1972, 1974 och 1975) med MAI Moskva

Med landslaget
- OS-guld 1976 i Montréal
- VM-silver 1978 i Danmark

### Som tränare
- OS-silver 1980 (som assisterande förbundskapten)
- VM-guld 1982 (som assisterande förbundskapten)
- Brons vid Asiatiska spelen 2006 med  Iran